# الدوري المصري الدرجة الثالثة
دوري الدرجة الثالثة المصري هو الدوري الأكبر عن الدوري المصري القسم الرابع، حيث يتأهل ثلاث فرق من 14 مجموعة إلى الدوري المصري الدرجة الثانية.

## نظام الصعود إلى القسم الثاني
يصعد الأول من المجموعات الأولى والثانية والثالثة والرابعة إلى دورة الترقي التي تقام من دورين ويصعد الأول إلى القسم الثاني.
ويصعد الأول من المجموعات الخامسة والسادسة والسابعة والثامنة والتاسعة إلى الترقي ويقام بينهم دوري من دوري يصعد الأول إلى القسم الثاني.
ويصعد الأول من المجموعات العاشرة والحادي عشر والثانية عشر والثالثة عشر والرابعة عشر، إلى الترقي ويقام بينهم دوري من دوري يصعد الأول إلى القسم الثاني.
أما الهبوط؛ فيهبط الثلاث أندية الأخيرة في الترتيب العام من المجموعة الثانية عشرا «شمال سيناء»
يهبط آخر ثلاث فرق من المجموعة الثاني عشر ب «مطروح» إلى القسم الثالث
ويهبط آخر 4 فرق من كل مجموعة من المجموعة الأولى إلى الرابعة
ويهبط آخر 5 فرق من كل مجموعة من المجموعة الخامسة إلى المجموعة الإحدى عشر.

## المجموعات في موسم 2025-2024
| 1. كيما أسوان 2. وادي النيل 3. الهلال 4. الجمهورية بدراو 5. ابو الريش 6. مركز شباب ادفو 7. الأقصر (الأقصر) 8. المدينة المنورة (الأقصر) 9. مركز شباب الزهراء (الأقصر) 10. الشبان المسلمين بإسنا (الأقصر) 11. النصر للتعدين (الأقصر) 12. التحرير | - قنا (قنا) - شباب المراغة (قنا) - قفط (قنا) - البداري (البحر الاحمر) - المراغة - اخميم - مركز شباب سوهاج - مكة المكرمة - أهلي المنشأة - قوص - مركز شباب البلينا - مركز شباب نجع مازن | - مركز شباب ناصر ملوي - أبوتيج - الهنداو - الوليدية - إسمنت اسيوط - القوصية - ناصر الفكرية (المنيا) - ملوي (المنيا) - مركز شباب سمالوط (المنيا) - بني مزار (المنيا) - مركز شباب القيس (المنيا) - مركز شباب الخارجة (الوادي الجديد) | - مركز شباب سمسطا (المنيا) - الواسطى (بني سويف) - مركز شباب ببا (بني سويف) - مركز شباب ناصر بني سويف (بني سويف) - أبوكساه - مطرطاوس - مركز شباب الفيوم - مركز شباب طامية - مركز شباب سنورس - مركز شباب ابشواي - مركز شباب اطسا - رأس غارب - العاملين بغارب (البحر الاحمر) | - الصيد - جولدي - مركز شباب أبو النمرس - العياط - مركز شباب الصف - جينس - الشرقية للدخان - المصرية للاتصالات - 6 أكتوبر - مركز شباب البدرشين - نادي المعادي الرياضي واليخت (القاهرة) - القومي (القاهرة) - حلوان العام (القاهرة) - مركز شباب بشتيل |

| 1. اتحاد الشرطة 2. مصر الجديدة للإسكان 3. السكة الحديد 4. المرج 5. مركز ابو خروف الرياضي 6. مركز شباب الأميرية 7. مركز شباب سرايا القبة 8. الغابة 9. مصر للتامين 10. الشمس 11. القومي 12. بنها 13. العبور (القليوبية) 14. البلاستيك (القليوبية) 15. بهتيم (القليوبية) | - كهرباء الإسماعيلية - بلدية الاسماعيلية - بورفؤاد - سماد السويس - مركز شباب أبوصوير - مركز شباب أبو شحاتة - غزل السويس (السويس) - النوبة (السويس) - منشية الشهداء - دمياط - غزل دمياط - مركز شباب الخولي - رأس البر (الشرقية) - بورتو | - كفر الشيخ - الحامول (القليوبية) - مركز شباب بطا (القليوبية) - بلطيم - دسوق - مركز شباب شباس الشهداء - مطوبس - سيدي سالم - الزعفران - عثمانون - إتحاد بسيون - سبورتنج كاسل - سمنود - الصيد بالمحلة | - بني عبيد - اتحاد نبروة - ميجا سبورت - عمال المنصورة - شربين - شيكو - مياة الدقهلية - السنبلاوين - شبان بداوي - بلقيس - مركز شباب الأمير - كهرباء طلخا - مركز شباب منية سمنود - اتحاد المنزلة - المطرية | - سرس الليان - الشرقية - بلبيس - مركز شباب تلا - غزل شبين - نادي فاقوس - مركز شباب درب نجم - ميت خاقان - مركز شباب أبو حماد - ميت خلف - دقادوس - أبوكبير - ديرب نجم |

| - الأسطول - سبورتنج - الترام - الاسكندرية للبترول - نهضة العامرية - مركز شباب كوم حمادة - مركز شباب العبور - مركز شباب القباري - مركز شباب ايتاي البارود - بدر (البحيرة) - رشيد (البحيرة) - غزل كفر الدوار (البحيرة) - نادي مياه البحيرة (البحيرة) - مركز شباب حوش عيسي (البحيرة) - مركز شباب كفر بولين - كوم حمادة - مركز شباب المعمورة | - النصر - مركز شباب الخربة - 6 أكتوبر - نجمة سيناء - أبي صقل - مركز شباب رابعة - مركز شباب بالواظة | - الهلال - شباب الضبعة - الحرية - مطروح - مركز شباب الحمام - المصري مطروح - الشرطة - الجزيرة - مركز شباب مطروح |